# WWE NXT (temporadas 1–5)
WWE NXT estreou inicialmente em 2010 como um show sazonal que foi apresentado como híbrido entre os programas de eventos ao vivo da WWE e reality shows, no qual talentos do território de desenvolvimento da WWE Florida Championship Wrestling (FCW) participaram de uma competição para se tornar a próxima "estrela revelação" da WWE", com a ajuda de mentores das marcas Raw e SmackDown da WWE. Cinco temporadas desta iteração foram transmitidas, com Wade Barrett, Kaval, Kaitlyn e Johnny Curtis sendo anunciados como vencedores.

## Temporada 1
A primeira temporada do NXT começou a ser exibida no Syfy em 23 de fevereiro de 2010 e terminou em 1 de junho de 2010. A maior parte do elenco da primeira temporada foi revelada uma semana antes da estreia no final da série da ECW. No entanto, antes da estreia da temporada, Skip Sheffield's Pro foi alterado com William Regal substituindo o anunciado Montel Vontavious Porter (MVP). Perto do final da temporada, várias mudanças foram feitas no plano original do formato. A temporada foi encurtada dos 17 episódios planejados para 15 episódios. No primeiro episódio de eliminação que foi ao ar em 11 de maio, tanto Daniel Bryan quanto Michael Tarver foram eliminados pela gerência da WWE e removidos da Pros' Poll daquela noite depois que ambos fizeram comentários sobre quererem ser eliminados. O show terminou com três eliminações, com Sheffield em último lugar na enquete. Carlito foi liberado em 21 de maio por recusar a reabilitação após violar o Programa de Bem-Estar da WWE. As votações dos profissionais subsequentes foram realizadas sem ele pelo resto da temporada. O vencedor da primeira temporada foi Wade Barrett. Imediatamente após a conclusão da primeira temporada, os Rookies foram usados em um enredo que os fez formar uma aliança chamada The Nexus. Liderados por Barrett, o grupo invadiu o primeiro Raw após a conclusão da primeira temporada em uma tentativa de ganhar contratos da WWE para os perdedores do NXT. A invasão consistiu no grupo atacando John Cena, bem como outros lutadores e pessoal da WWE. Barrett anunciou que invocaria sua chance pelo título no Night of Champions pelo Campeonato da WWE em um combate six-pack de eliminação. No Night of Champions em 19 de setembro, Barrett perdeu sua luta pelo título para Randy Orton.

### Participantes
| Rookie         | Pro           | Vitórias | Derrotas | Resultado             |
| -------------- | ------------- | -------- | -------- | --------------------- |
| Wade Barrett   | Chris Jericho | 8        | 5        | Vencedor              |
| David Otunga   | R-Truth       | 6        | 5        | Eliminado (semana 15) |
| Justin Gabriel | Matt Hardy    | 7        | 4        | Eliminado (semana 15) |
| Heath Slater   | Christian     | 5        | 6        | Eliminado (semana 14) |
| Darren Young   | CM Punk       | 7        | 4        | Eliminado (semana 13) |
| Skip Sheffield | William Regal | 2        | 5        | Eliminado (semana 12) |
| Daniel Bryan   | The Miz       | 0        | 10       | Eliminado (semana 12) |
| Michael Tarver | Carlito       | 1        | 7        | Eliminado (semana 12) |

### Resultados da votação
– Vencedor da competição
     – Continua na competição
     – Eliminado da competição pela votação
     – Eliminado da competição pela equipe da WWE
     – Conquistou imunidade e não pôde ser votado
| Rookie         | Semana 6 (30 de março) | Semana 12 (11 de maio)       | Semana 13 (18 de maio) | Semana 14 (25 de maio) | Semana 15 (1 de junho) Round 1 | Semana 15 (1 de junho) Round 2 |
| -------------- | ---------------------- | ---------------------------- | ---------------------- | ---------------------- | ------------------------------ | ------------------------------ |
| Wade Barrett   | 2°                     | 1°                           | 1°                     | 1°                     | 1°                             | 1°                             |
| David Otunga   | 5°                     | 2°                           | 2°                     | 2°                     | 2°                             | 2°                             |
| Justin Gabriel | 3°                     | 3°                           | 4°                     | 3°                     | 3°                             | elim3 !                        |
| Heath Slater   | 4°                     | 4°                           | 3°                     | 4°                     | elim4 !                        | elim4 !                        |
| Darren Young   | 8°                     | 5°                           | 5°                     | elim5 !                | elim5 !                        | elim5 !                        |
| Skip Sheffield | 6°                     | 6°                           | elim6 !                | elim6 !                | elim6 !                        | elim6 !                        |
| Daniel Bryan   | 1°                     | Eliminado pela equipe da WWE | elim7 !                | elim7 !                | elim7 !                        | elim7 !                        |
| Michael Tarver | 7°                     | Eliminado pela equipe da WWE | elim8 !                | elim8 !                | elim8 !                        | elim8 !                        |
| Eliminado      | N/A                    | Tarver, Bryan, & Sheffield   | Young                  | Slater                 | Gabriel                        | Otunga                         |

## Temporada 2
A segunda temporada do NXT começou em 8 de junho de 2010 e terminou em 31 de agosto de 2010. O elenco da segunda temporada foi revelado no final da primeira temporada em 1º de junho. A temporada foi originalmente planejada para durar 12 semanas. No entanto, foi posteriormente estendido para 13 semanas. Nesta temporada, as pesquisas foram diferentes já que os rankings foram baseados metade em votos de Pro e metade em votos de fãs através do site oficial da WWE. A primeira enquete foi exibida em 6 de julho. Originalmente, o formato das enquetes foi definido para coincidir com a temporada anterior, com uma enquete não eliminatória seguida de enquetes semanais de eliminação em 27 de julho. No entanto, a primeira votação foi feita uma rodada de eliminação surpresa na noite com uma segunda votação de eliminação realizada em 3 de agosto. Além disso, uma estipulação de eliminação dupla foi adicionada à quarta pesquisa do NXT em 17 de agosto. O vencedor da temporada foi Kaval. Junto com Kaval, Alex Riley foi imediatamente promovido para ajudar seu Pro The Miz no Raw. Em 21 de novembro, Kaval teve sua chance pelo título no Survivor Series pelo Campeonato Intercontinental contra o campeão Dolph Ziggler, mas foi derrotado. Kaval foi liberado de seu contrato em dezembro de 2010.

### Participantes
| Rookie               | Pro(s)                            | Vitórias | Derrotas | Resultados            |
| -------------------- | --------------------------------- | -------- | -------- | --------------------- |
| Kaval                | LayCool(Layla & Michelle McCool)  | 3        | 6        | Vencedor              |
| Michael McGillicutty | Kofi Kingston                     | 6        | 4        | Eliminado (Semana 13) |
| Alex Riley           | The Miz                           | 5        | 4        | Eliminado (Semana 13) |
| Husky Harris         | Cody Rhodes                       | 4        | 4        | Eliminado (Semana 11) |
| Percy Watson         | Montel Vontavious Porter (M.V.P.) | 3        | 4        | Eliminado (Semana 11) |
| Lucky Cannon         | Mark Henry                        | 3        | 5        | Eliminado (Semana 10) |
| Eli Cottonwood       | John Morrison                     | 2        | 2        | Eliminado (Semana 8)  |
| Titus O'Neil         | Zack Ryder                        | 0        | 3        | Eliminado (Semana 4)  |

### Resultados da votação
– Vencedor da competição
     – Continua na competição
     – Eliminado da competição pela votação
     – Conquistou imunidade e não pôde ser votado
| Rookie               | Semana 4 (29 de junho) | Semana 8 (27 de julho) | Semana 10 (10 de agosto) | Semana 11 (17 de agosto) | Semana 13 (31 de agosto) |
| -------------------- | ---------------------- | ---------------------- | ------------------------ | ------------------------ | ------------------------ |
| Kaval                | 1°                     | 2°                     | 1°                       | Salvo                    | 1°                       |
| Michael McGillicutty | 3°                     | 1°                     | 2°                       | Salvo                    | 2°                       |
| Alex Riley           | 4°                     | 3°                     | 5°                       | Salvo                    | 3°                       |
| Husky Harris         | 7°                     | 6°                     | 4°                       | 4°                       | elim4 !                  |
| Percy Watson         | 2°                     | 4°                     | 3°                       | 5°                       | elim5 !                  |
| Lucky Cannon         | 5°                     | 5°                     | 6°                       | elim6 !                  | elim6 !                  |
| Eli Cottonwood       | 6°                     | 7°                     | elim7 !                  | elim7 !                  | elim7 !                  |
| Titus O'Neil         | 8°                     | elim8 !                | elim8 !                  | elim8 !                  | elim8 !                  |
| Eliminados           | O'Neil                 | Cottonwood             | Cannon                   | Watson & Harris          | Riley & McGillicutty     |

## Temporada 3
A terceira temporada do NXT começou em 7 de setembro de 2010 e terminou em 30 de novembro de 2010. A temporada foi exclusiva para lutadoras e foi o segundo concurso diferente produzido pela WWE para encontrar novas lutadoras, sendo a primeira o Divas Searches realizado de 2003 a 2007. Os primeiros quatro episódios da terceira temporada foram ao ar no Syfy. Devido à estreia do SmackDown no Syfy em 1º de outubro, o NXT deixou o canal e se tornou um webcast no WWE.com para visitantes dos Estados Unidos a partir de 5 de outubro. Um novo site interativo para o NXT também foi lançado no início da temporada para acomodar a mudança. A recompensa para o vencedor foi alterada em contraste com as temporadas anteriores. Ao contrário dos dois primeiros vencedores masculinos, a vencedora feminina da terceira temporada não teria a chance de um título de sua escolha (o único título sendo o Campeonato das Divas), mas sim um contrato com a WWE. Outras mudanças na terceira temporada incluem uma ênfase maior nos desafios para as três primeiras pesquisas, onde a vencedora do maior número de desafios antes da próxima votação receberia imunidade. A primeira votação de eliminação ocorreu cinco semanas após o início da competição. A maioria do elenco da terceira temporada foi revelado no final da segunda temporada em 31 de agosto. No entanto, antes da estreia da temporada ir ao ar, a lutadora Rookie Aloisia foi retirada do programa. Na reality, a saída de Aloisia resultou de uma discussão entre Aloisia e sua Pro Vickie Guerrero, forçando Guerrero a demiti-la. Na realidade, foi relatado que Aloisia foi supostamente retirada do programa depois que fotos pornográficas dela vazaram na Internet. No entanto, em uma entrevista, a própria Aloisia não tinha certeza se esse era o motivo de sua saída ou não. Guerrero mais tarde revelou que sua nova estreante na estreia da terceira temporada seria Kaitlyn, que acabaria vencendo a temporada.

### Participantes
| Rookie   | Pro(s)                              | Vitórias | Derrotas | Resultado             |
| -------- | ----------------------------------- | -------- | -------- | --------------------- |
| Kaitlyn† | Vickie Guerrero                     | 3        | 4        | Vencedora             |
| Naomi    | Kelly Kelly                         | 5        | 4        | Eliminada (Semana 13) |
| A.J.     | Primo                               | 6        | 2        | Eliminada (Semana 12) |
| Aksana   | Goldust                             | 2        | 5        | Eliminada (Semana 11) |
| Maxine   | Alicia Fox                          | 1        | 4        | Eliminada (Semana 9)  |
| Jamie    | The Bella Twins(Brie e Nikki Bella) | 2        | 0        | Eliminada (Semana 5)  |

† Originalmente programada para ser Lindsay Kay Hayward como Aloisia, que já havia lutado como Isis, a Amazona.

### Resultados da votação
– Vencedor da competição
     – Continua na competição
     – Eliminado da competição pela votação
     – Conquistou imunidade e não pôde ser votado
| Rookie  | Semana 5 (5 de outubro)        | Semana 9 (2 de novembro)       | Semana 11 (16 de novembro)      | Semana 12 (23 de novembro) | Semana 13 (30 de novembro) |
| ------- | ------------------------------ | ------------------------------ | ------------------------------- | -------------------------- | -------------------------- |
| Kaitlyn | Imune (3 desafios vencidos)    | Continua (2 desafios vencidos) | Continua (1 desafio vencido)    | Continua                   | Vencedora                  |
| Naomi   | Continua (2 desafios vencidos) | Imune (3 desafios vencidos)    | Continua (1 desafio vencido)    | Continua                   | Eliminada                  |
| A.J.    | Continua (3 desafios vencidos) | Continua (2 desafios vencidos) | Imune (2 desafios vencidos)     | Eliminada                  | elim3 !                    |
| Aksana  | Continua (1 desafio vencido)   | Continua (0 desafios vencidos) | Eliminada (0 desafios vencidos) | elim4 !                    | elim4 !                    |
| Maxine  | Continua (0 desafios vencidos) | Eliminada (1 desafio vencido)  | elim5 !                         | elim5 !                    | elim5 !                    |
| Jamie   | Eliminada (1 desafio vencido)  | elim6 !                        | elim6 !                         | elim6 !                    | elim6 !                    |

1. Como resultado de um desempate entre AJ e Kaitlyn antes da votação, Kaitlyn ganhou imunidade através de um voto de reação da multidão.[37]

## Temporada 4
A quarta temporada do NXT começou em 7 de dezembro de 2010 e terminou em 1 de março de 2011. Voltando ao formato masculino das duas primeiras temporadas, o elenco da quarta temporada foi revelado no final da terceira temporada em 30 de novembro. Em uma mudança da terceira temporada, "pontos de imunidade" agora eram recompensados ao vencedor de cada desafio, que variam de acordo com a dificuldade do desafio. A pessoa com mais pontos antes da próxima votação recebe imunidade dessa votação. No episódio de 4 de janeiro do NXT, foi anunciado que o vencedor ganharia uma luta pelo Campeonato de Duplas da WWE, com seu respectivo Pro como parceiro. Naquela mesma noite, Dolph Ziggler ganhou uma batalha real composta por cada um dos profissionais e como resultado foi capaz de trocar seu rookie Jacob Novak por Byron Saxton, que foi originalmente orientado por Chris Masters. Da mesma forma, no episódio de 1º de fevereiro do NXT, uma luta fatal four-way foi realizada entre os quatro Rookies restantes. Brodus Clay venceu e como resultado foi capaz de trocar seus profissionais The Million Dollar Couple (Ted DiBiase e Maryse) por Alberto Del Rio, que originalmente era mentor de Conor O'Brian antes da eliminação de O'Brian em 25 de janeiro. O vencedor da temporada foi Johnny Curtis, ganhando ele e seu Pro R-Truth uma chance pelos títulos de duplas. Em 18 de abril, R-Truth se transformou em um vilão ao atacar John Morrison e, posteriormente, R-Truth e Curtis nunca invocaram sua chance pelos títulos. Curtis acabaria por estrear no roster principal em junho, quando afirmou que não estaria desafiando os títulos de duplas com R-Truth e, em vez disso, usou sua chance pelo título com o vice-campeão da segunda temporada, Michael McGillicutty, no episódio de 11 de outubro de 2012 do NXT contra o Team Hell No pelo Campeonato de Duplas da WWE, mas foram derrotados.

### Participantes
| Rookie          | Pro(s) final(is)                                     | Pro(s) inicial(is)                              | Vitórias | Derrotas | Resultado             |
| --------------- | ---------------------------------------------------- | ----------------------------------------------- | -------- | -------- | --------------------- |
| Johnny Curtis   | R-Truth                                              | R-Truth                                         | 3        | 7        | Vencedor              |
| Brodus Clay     | Alberto Del Rioe Ricardo Rodríguez                   | The Million Dollar Couple(Ted DiBiase e Maryse) | 7        | 3        | Eliminado (Semana 13) |
| Derrick Bateman | Bryan, Daniel Daniel Bryan                           | Daniel Bryan                                    | 3        | 6        | Eliminado (Semana 12) |
| Byron Saxton    | Dolph Zigglere Vickie Guerrero                       | Chris Masters                                   | 3        | 6        | Eliminado (Semana 10) |
| Conor O'Brian   | Del Rio, Alberto Alberto Del Rio e Ricardo Rodríguez | Alberto Del Rio e Ricardo Rodríguez             | 3        | 1        | Eliminado (Semana 7)  |
| Jacob Novak     | Chris Masters                                        | Dolph Zigglere Vickie Guerrero                  | 1        | 2        | Eliminado (Semana 5)  |

### Resultados da votação
– Vencedor da competição
     – Continua na competição
     – Eliminado da competição pela votação
     – Conquistou imunidade e não pôde ser votado
| Rookie          | Semana 5 (4 de janeiro)          | Semana 7 (18 de janeiro)          | Semana 10 (8 de fevereiro)        | Semana 12 (22 de fevereiro)       | Semana 13 (1 de março) |
| --------------- | -------------------------------- | --------------------------------- | --------------------------------- | --------------------------------- | ---------------------- |
| Johnny Curtis   | Imune (5 pontos de imunidade)    | Continua (0 pontos de imunidade)  | Imune (3 pontos de imunidade)     | Continua (3 pontos de imunidade)  | Vencedor               |
| Brodus Clay     | Continua (0 pontos de imunidade) | Continua (0 pontos de imunidade)  | Continua (3 pontos de imunidade)  | Imune (8 pontos de imunidade)     | Eliminado              |
| Derrick Bateman | Continua (3 pontos de imunidade) | Imune (8 pontos de imunidade)     | Continua (2 pontos de imunidade)  | Eliminado (0 pontos de imunidade) | elim3 !                |
| Byron Saxton    | Continua (1 ponto de imunidade)  | Continua (0 pontos de imunidade)  | Eliminado (2 pontos de imunidade) | elim4 !                           | elim4 !                |
| Conor O'Brian   | Continua (4 pontos de imunidade) | Eliminado (0 pontos de imunidade) | elim5 !                           | elim5 !                           | elim5 !                |
| Jacob Novak     | Eliminado (1 ponto de imunidade) | elim6 !                           | elim6 !                           | elim6 !                           | elim6 !                |

1. Como resultado de um desempate entre Brodus Clay e Johnny Curtis antes da votação, Curtis ganhou imunidade através de um voto de reação da multidão.

## NXT: Redemption(Temporada 5)
NXT Redemption, a quinta temporada do NXT, começou em 8 de março de 2011. A temporada consistiu em sete rookies escolhidos das temporadas anteriores apenas para homens e inicialmente seguiu um formato semelhante às quatro temporadas anteriores, com o vencedor da 5ª temporada ganhando uma vaga na planejada sexta temporada do NXT ao lado de um profissional da WWE de seu escolha. Nenhuma eliminação ocorreu nas primeiras 10 semanas do show e depois da eliminação de Conor O'Brian após 17 semanas, Derrick Bateman o substituiu como um novo competidor. O formato de competição do programa foi então gradualmente e silenciosamente esquecido (embora nunca tenha sido oficialmente descartado), os Pros deixaram de aparecer e o NXT Redemption posteriormente se transformou em sua própria entidade, apresentando histórias independentes e partidas envolvendo artistas de baixo cartão de longa data. como Tyson Kidd, Maxine, Yoshi Tatsu, JTG, Trent Baretta, Kaitlyn, Johnny Curtis, Percy Watson, Tyler Reks, AJ Lee, Curt Hawkins e Michael McGillicutty, entre outros. Após 59 semanas, Darren Young e Titus O'Neil foram transferidos para o SmackDown em 18 de abril de 2012, deixando Bateman como o único novato restante no programa, embora ele não tenha sido declarado vencedor e novos episódios continuaram a ser gravados até junho. O episódio final do NXT Redemption foi ao ar em 13 de junho, após o qual o show terminou sem conclusão, com um "novo NXT" anunciado para a semana seguinte. No total, NXT Redemption durou mais de um ano e 67 episódios foram produzidos, excedendo o número total de episódios de todas as temporadas anteriores combinadas. A primeira temporada foi um segundo distante em 15 episódios.

### Participantes
| Rookie          | Pro inicial     | Temporada    | Vitórias | Derrotas | Pontos de redenção | Status                   |
| --------------- | --------------- | ------------ | -------- | -------- | ------------------ | ------------------------ |
| Derrick Bateman | Daniel Bryan    | 4ª temporada | 11       | 11       | 0                  | Eliminado (Semana Final) |
| Titus O'Neil    | Hornswoggle     | 2ª temporada | 25       | 13       | 45                 | Vencedor                 |
| Darren Young    | Chavo Guerrero  | 1ª temporada | 14       | 18       | 7                  | Eliminado (Semana Final) |
| Conor O'Brian   | Vladimir Kozlov | 4ª temporada | 6        | 6        | 3                  | Eliminado (Semana 17)    |
| Lucky Cannon    | Tyson Kidd      | 2ª temporada | 6        | 6        | 0                  | Eliminado (Semana 15)    |
| Byron Saxton    | Yoshi Tatsu     | 4ª temporada | 2        | 8        | 4                  | Eliminado (Semana 13)    |
| Jacob Novak     | JTG             | 4ª temporada | 2        | 5        | 6                  | Eliminado (Semana 11)    |

### Resultados da votação
– Continua na competição
     – Eliminado da competição pela votação
| Rookie          | Semana 11 (17 de maio)           | Semana 13 (31 de maio)           | Semana 15 (14 de junho)          | Semana 17 (28 de junho)          | Não anunciada ()            |
| --------------- | -------------------------------- | -------------------------------- | -------------------------------- | -------------------------------- | --------------------------- |
| Titus O'Neil    | Salvo (19 pontos de redenção)    | Salvo (19 pontos de redenção)    | Salvo (22 pontos de redenção)    | Salvo (22 pontos de redenção)    | TBA (45 pontos de redenção) |
| Darren Young    | Salvo (7 pontos de redenção)     | Salvo (7 pontos de redenção)     | Salvo (7 pontos de redenção)     | Salvo (7 pontos de redenção)     | TBA (7 pontos de redenção)  |
| Derrick Bateman | elim7 !                          | elim7 !                          | elim7 !                          | Entrou                           | TBA (0 pontos de redenção)  |
| Conor O'Brian   | Salvo (0 pontos de redenção)     | Salvo (3 pontos de redenção)     | Salvo (3 pontos de redenção)     | Eliminado (3 pontos de redenção) | elim4 !                     |
| Lucky Cannon    | Salvo (0 pontos de redenção)     | Salvo (0 pontos de redenção)     | Eliminado (0 pontos de redenção) | elim5 !                          | elim5 !                     |
| Byron Saxton    | Salvo (4 pontos de redenção)     | Eliminado (4 pontos de redenção) | elim6 !                          | elim6 !                          | elim6 !                     |
| Jacob Novak     | Eliminado (6 pontos de redenção) | elim7 !                          | elim7 !                          | elim7 !                          | elim7 !                     |

## Temporada "perdida"
Em maio e junho de 2017, a WWE publicou um artigo e um vídeo detalhando uma temporada planejada e posteriormente cancelada do NXT que deveria apresentar os seguintes lutadores:
- Big E Langston
- Bo Dallas
- Damien Sandow
- Jinder Mahal
- Hunico
- Leo Kruger
- Seth Rollins
- Xavier Woods